# اعلامیه اجماع ژنو
اعلامیه اجماع ژنو پیرامون ارتقای سلامت زنان و تقویت خانواده (انگلیسی: Geneva Consensus Declaration) یک بیانیه مشترک ضد سقط جنین است که در ابتدا توسط نمایندگان دولت‌های برزیل، مصر، مجارستان، اندونزی، اوگاندا و ایالات متحده ارائه شد. این توافق توسط نمایندگانی از ۳۴ کشور در ۲۲ اکتبر ۲۰۲۰ امضا شد. سه ماه بعد، ایالات متحده امضای خود را پس گرفت. برزیل نیز امضای خود را در سال ۲۰۲۳ پس گرفت.

## تاریخچه
در ۲۸ ژانویه ۲۰۲۱، جو بایدن، رئیس جمهور ایالات متحده، ایالات متحده را از این توافق خارج کرد. این بیانیه در کلمبیا توسط ایوان دوکه مارکز امضا شد، اما مدت کوتاهی پس از تصدی پست ریاست‌جمهوری توسط گوستاوو پترو، او کلمبیا را از این توافق خارج کرد. در ۱۷ ژانویه ۲۰۲۳، رئیس‌جمهور برزیل، لولا داسیلوا، برزیل را از این توافق خارج کرد.

## امضاکنندگان
این بیانیه توسط وزرا و نمایندگان عالی دولت‌های ایالات متحده، بحرین، بلاروس، بنین، برزیل، بورکینا فاسو، کامرون، جمهوری دموکراتیک کنگو، جمهوری کنگو، جیبوتی، مصر، اسواتینی، گامبیا، گرجستان، هائیتی، مجارستان، اندونزی، عراق، کنیا، کویت، لیبی، نائورو، نیجر، عمان، پاکستان، پاراگوئه، لهستان، عربستان سعودی، سنگال، سودان جنوبی، سودان، اوگاندا، امارات متحده عربی و زامبیا امضا شد.

## انتقادات
بسیاری به این نکته اشاره می‌کنند که اکثر امضاکنندگان این بیانیه، دولت‌های غیر لیبرال، استبدادی یا اقتدارگرا هستند. آنها می‌گویند که این دولت‌ها عمدتاً از دیدگاه‌های مذهبی تندرو پیروی می‌کنند و برخی از رهبران آنها به نقض حقوق بشر متهم شده‌اند. در حالی که این اعلامیه حاوی بیانیه‌هایی در مورد حقوق زنان و برابری جنسیتی است، به نظر می‌رسد که اکثر کشورها آن‌ها را جدی نگرفته‌اند و برخی از آنها از بدترین عاملان تبعیض علیه زنان هستند.